# Norra Sentinel

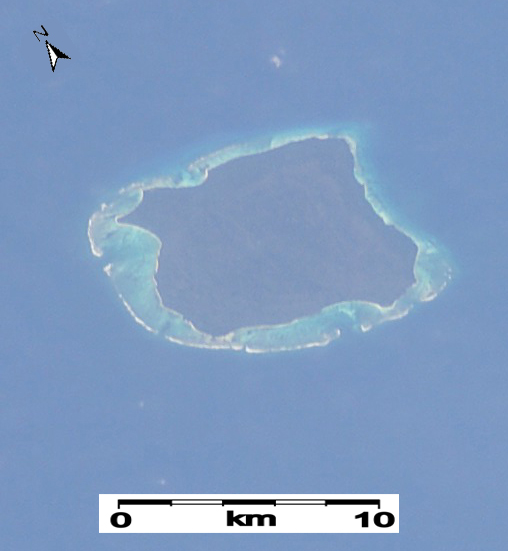
Satellitbild av ön Norra Sentinel 2003

Norra Sentinel är en ö i ögruppen Andamanerna i Bengaliska viken. Den ligger 36 km väst om samhället Wandoor på South Andaman Island och 60 kilometer norr om södra Sentinel-ön. Den är till största delen skogbeklädd, omgiven av korallrev och saknar naturliga hamnar.

## Befolkning
Ön har en ursprungsbefolkning, sentineleserna, ett folk som har uppskattats bestå av 50 till 400 individer. Enligt indisk lag råder tillträdesförbud på ön för alla utom ursprungsbefolkningen och sentineleserna motsätter sig våldsamt alla former av kontakt med andra människor. Sentineleserna är ett av de sista isolerade folken som nästan helt undsluppit kontakt med den moderna civilisationen.

### Besök från omvärlden
En 27-årig amerikansk man som 2018 trotsade tillträdesförbudet och tog sig till ön i avsikt att förmedla det kristna budskapet blev omgående dödad med pilbågepilar.
I april 2025 besökte en 24-årig amerikansk youtubare kortvarigt öarna och publicerade filmat material från besöket. Han greps senare av polismyndigheten i Andamanerna och Nikobarerna med det filmade materialet som bevis för att han brutit mot tillträdesförbudet.

## Geografi

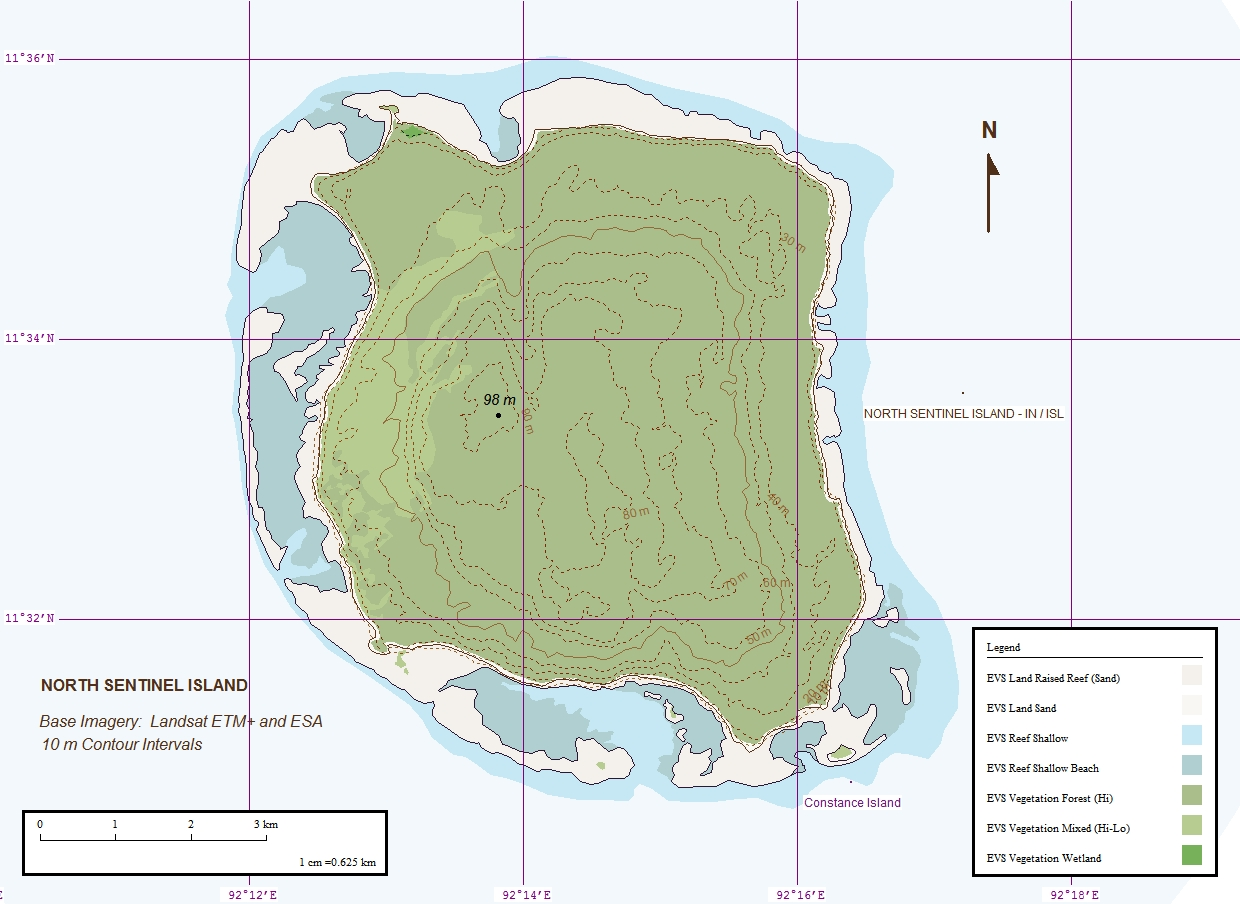
Karta över ön.

Innan jordbävningen i Indiska oceanen 2004 var Norra Sentinel ungefär 72 km² och hade en nästan kvadratisk form. Runt om ön, bakom en smal strandremsa reste sig marken brant cirka 20 meter, och vidare gradvis upp till den högsta punkten på 98 meter i närheten av öns mitt. Utanför ön på ett avstånd av mellan 800 och 1 300 meter omgavs den av korallrev. En skogbeklädd mindre ö, Constance Island, låg cirka 600 meter sydöst om ön på revets bortre gräns.
Jordbävningen 2004 lutade den tektoniska plattan under ön och lyfte den en till två meter. Stora delar av det omkringliggande revet blottlades och blev till land, eller grunda laguner, vilket ökade öns utsträckning med 1 km åt väster och åt söder, och kopplade samman Constance Island med huvudön.
Utöver den smala strandremsan och det upplyfta revet är Norra Sentinel bevuxen med tät skog.

## Politisk status
Officiellt har ön sedan 1947 fallit under indisk administration som en del av unionsterritoriet Andamanerna och Nikobarerna. Men eftersom det aldrig har upprättats någon överenskommelse med befolkningen på ön, och den aldrig har ockuperats så befinner den sig enligt internationell lag i ett limbotillstånd och kan betraktas som en självständig enhet under indiskt protektorat. Myndigheter på Andamanerna och Nikobarerna angav 2005 att de inte har några intentioner att kontakta eller störa livet och befolkningen på Norra Sentinel.